# 数学的構造
数学における構造（こうぞう、mathematical structure）とは、ブルバキによって全数学を統一的に少数の概念によって記述するために導入された概念である。集合に、あるいは圏の対象に構造を決めることで、その構造に対する準同型が構造を保つ写像として定義される。数学の扱う対象は、基本的には全て構造として表すことができる。

## 構造における歴史

### ブルバキ以前
数学史において、現代的および革新的な新しい概念であるはずのものが、しかしその痕跡と言えるものが遡って古代においてすでに認められるというようなことはよくあることである。そのような事例として、17世紀にライプニッツとニュートンによって考え出された微分法および積分法は、素朴で未発達な形ではエウドクソスやアルキメデスが既に用いていた。このことは数学的構造の概念の発明にしてもそうであり、利用は最初の明示的な定式化に先行するのである。従って、数学史において構造の概念について定義して言及した最初のものを特定するのは容易であるが、そのような説明なしに用いた最初を特定するのは困難である。
合同算術において構造の概念はガウス Disquisitiones Arithmeticae (1801) の手法に実際に現れる。ガウスはユークリッド除法の剰余について、構造的な観点から研究を行った。これは群論の起源のひとつでもある。
ガロワ理論において、ガロワの対称性を用いた手法、ジョルダンの群論、クロネッカーの体論などの手法は本質的に構造的である。
線型代数学において構造の概念は二段階に現れる。ユークリッド幾何学における公理的手法は最終的に厳密な形で確立された（ヒルベルトの公理参照）。その後、ベクトル空間の定式化にはグラスマンやペアノが取り組み、最終的にバナッハとブルバキによって形となった。
多様体の構造の概念はベルンハルト・リーマンの手法において現れた。

## 定義

### 構造の種
集合論的な定義: 構造種 (species of structure) とは、以下の四つからなる:
主基集合 (principal base set) または台集合 (underlying set)
(何の構造も持たない) 単なる「はだか」の集合。複数あってもよいが基本的には一つ。
副基集合 (auxiliary base set)
(それ自身がすでに構造を持った) 補助的な集合。複数あってもよいし、無くてもよい。
代表的特性記述 (predicate)
「階梯（主基集合と副基集合から、直積とべき集合をとることを繰り返して得られる集合）に件の構造が含まれる」ということを表す論理式。複数あってもよい。
公理系
構造が満たす論理式。ただし移行可能であるという条件が付く。この条件は、準同型などを定義する際に必要になる。
与えれられた基底（主および副基のすべて）から作られる、ある階梯の中の一つの集合 M を考えるとき、M の元に関する具体的な性質によって M の部分集合が定まるが、いくつか定められた性質に対するそのような部分集合たちの交わりを T とする。このとき、一つの元 τ ∈ T は与えられた基底集合に種 T の構造を定めるといい、τ ∈ T からの帰結として得られる任意の定理は種 T の構造の理論に属するという。
例えば、順序構造の主基集合とは、その元の対の間に順序関係の定義される（あるいはしようとする）集合をいう。位相構造ならば、位相を入れようとするあるいは入った集合である。ベクトル空間の主基集合はベクトルからなる集合であり、副基集合はある定まった体である。複素多様体は、多様体の点集合を主基集合とし、複素数体を副基集合に持つ。

### 構造の比較
同一の種 T に属する二つの構造 τ, υ ∈ T に対し、一方の構造 υ が T に公理を追加して与えられる部分集合 U に属するならば、U の構造 υ は T の構造 τ より豊か (richer) であるという（「強い」ともいう）。 
例えば、全順序集合の構造は半順序集合の構造より豊かである。

### 構造の同一性
同一の階梯の二つの部分集合をとり、そのそれぞれに属する種 T, T' が具体的に述べられた公理によって定義され、かつそれらの間の全単射 T ↔ T' が具体的に表されているものとする。このとき、対応する構造 (T ∋) τ ↔ τ' (∈ T') は、与えられた基底の上に同一の構造を定めるものと見なされ、種 T, T' のそれぞれを定義する公理系は互いに同等であるという。
例えば、位相構造が多くの同等な公理系により与えられ得ることを想起せよ。

## 構造の例
- 順序的構造
- 代数的構造
- 位相的構造

例えば、実数は上の三つの構造をすべて持っている。すなわち、実数は全順序集合であり、体であり、また距離空間である。

## 意義または概念の有用性
例えば解析幾何学において座標を使った解法と 位置ベクトルを使った解法を比べてみると、後者のほうが同じ内容を表現するにも重複した記述を省略できる、しかし問題を解く手段であることには両者とも変りはない。構造の概念も表現や思考の節約に役立つ。
ガロア理論においては、単なる計算の洗練を超えた構造の概念により方程式論の難題であった５次方程式の解法のみならず幾何学の難問であった角の三等分問題や円積問題の解決にもつながった。
ブルバキの言う「数学者に豊かなインスピレーションを与える知識」とは異なった構造の類似において一方で成り立つ理論が他方でも成り立つのではないかという予想を構造の知見が容易にしていることを意味する。例えば、整数環と有限体上の1変数多項式環との間の構造の類似においてアンドレ・ヴェイユにより、リーマン予想に類似の問題が解かれた。リーマン予想に関してあえて大雑把にいえば、現在でもこの方向で研究が進められている。
しかし、或る構造の概念の適用が問題を解くにあたって見当違いのこともある。ポアンカレ予想はそれまで多くの研究者にとって役立つと思われていた位相幾何学で扱われる 位相多様体の概念によってでなく、より強い理論である―可微分多様体を扱う微分幾何学の範疇の問題として解かれた。

## 構造とブルバキズムに対する批判
- 一般的な枠組みから数学の記述を目指したにもかかわらず圏論を無視したこと。
- 基礎論に対する偏った扱い[8]。
- 過度の抽象性が引き起こした教育的配慮のなさ。